# Barahiya
Barahiya là một thành phố và khu đô thị của quận Lakhisarai thuộc bang Bihar, Ấn Độ.

## Nhân khẩu
Theo điều tra dân số năm 2001 của Ấn Độ, Barahiya có dân số 39.745 người. Phái nam chiếm 53% tổng số dân và phái nữ chiếm 47%. Barahiya có tỷ lệ 53% biết đọc biết viết, thấp hơn tỷ lệ trung bình toàn quốc là 59,5%: tỷ lệ cho phái nam là 60%, và tỷ lệ cho phái nữ là 44%. Tại Barahiya, 15% dân số nhỏ hơn 6 tuổi.